# Шпіцбергенський трактат
Шпіцбергенський трактат 1920 — підписаний 9 лютого 1920 року в Парижі й визначив міжнародно-правовий статус архіпелагу Свальбард (Шпіцберген).
Відповідно до Шпіцбергенського трактату над архіпелагом Свальбардом (Шпіцбергеном), який вважався раніше нічийною землею, встановлювався суверенітет Норвегії, а державам-учасникам договору надавалося рівне право на експлуатацію природних ресурсів архіпелагу і його територіальних вод. Норвегія зобов'язалася у статті 9-й договору не споруджувати і не допускати створення морських баз або укріплень на території архіпелагу і не використовувати її для військових цілей. У 1925 Норвегія офіційно оголосила Свальбард частиною норвезького королівства. СРСР приєднався до Шпіцбергенського трактату в 1935 р.
Дотепер учасниками договору є понад 50 держав: Україна, та інші держави, які раніше були республіками СРСР, США, Велика Британія, Німеччина, Франція, Японія, Нідерланди, Болгарія, країни колишньої Югославії, Угорщина, Данія, Норвегія, Польща, Чехія, Словаччина, Румунія, Італія, Швеція та інші. Норвезький стортінг в резолюції від 15 лютого 1947 визнав, що СРСР є державою, що має поряд з Норвегією особливі економічні інтереси на Шпіцбергені. З 1991 р. ці права перейшли до Росії.

## Публікація
«Збірник діючих договорів, угод і конвенцій, укладених з іноземними державами», В.9, Москва 1938.

## Учасники
| P  | Country                  | Date              | Notes |
| -- | ------------------------ | ----------------- | --- |
| As | Афганістан               | 23 листопада 1929 | |
| Eu | Албанія                  | 29 квітня 1930    | |
| Am | Аргентина                | 6 травня 1927     | |
| Au | Австралія                | 29 грудня 1923    | Extension by the United Kingdom. |
| Eu | Австрія                  | 12 березня 1930   | |
| Eu | Бельгія                  | 27 травня 1925    | |
| Eu | Болгарія                 | 20 жовтня 1925    | |
| Am | Канада                   | 29 грудня 1923    | Extension by the United Kingdom. |
| Am | Чилі                     | 17 грудня 1928    | |
| As | Китай                    | 1 липня 1925      | Acceded as the Republic of China. Both the People's Republic of China and the Republic of China claim to be the successor or continuing state, but as of 2018 all other parties to the treaty recognize only the People's Republic of China.                                                          |
| Eu | Чехія                    | 21 червня 2006    | Czechoslovakia acceded to the treaty on 9 липня 1930. On 21 червня 2006, the Czech Republic stated that it considered itself bound to the treaty since its independence on 1 січня 1993, as a successor state.                                                                                        |
| Eu | Данія                    | 24 січня 1924     | Extension to the entire Danish Realm. |
| Am | Домініканська Республіка | 3 лютого 1927     | |
| Af | Єгипет                   | 13 вересня 1925   | |
| Eu | Естонія                  | 7 квітня 1930     | |
| Eu | Фінляндія                | 12 серпня 1925    | |
| Eu | Франція                  | 6 вересня 1924    | |
| Eu | Німеччина                | 16 листопада 1925 | Acceded as the Weimar Republic. On 21 жовтня 1974, East Germany stated that it also reapplied the treaty since 7 серпня 1974. East Germany reunited with West Germany in 1990. |
| Eu | Греція                   | 21 жовтня 1925    | |
| Eu | Угорщина                 | 29 жовтня 1927    | |
| Eu | Ісландія                 | 31 травня 1994    | |
| As | Індія                    | 29 грудня 1923    | Extension by the United Kingdom. |
| Eu | Ірландія                 | 29 грудня 1923    | Ireland was part of the United Kingdom when the latter signed the treaty, but most of Ireland left the United Kingdom and formed the Irish Free State before the treaty was ratified. On 15 квітня 1976, Ireland stated that it also applied the treaty since its ratification by the United Kingdom. |
| Eu | Італія                   | 6 серпня 1924     | |
| As | Японія                   | 2 квітня 1925     | |
| Eu | Латвія                   | 13 червня 2016    | |
| Eu | Норвегія                 | 8 жовтня 1924     | |
| Eu | Польща                   | 2 вересня 1931    | |
| Eu | Португалія               | 24 жовтня 1927    | |
| Eu | Румунія                  | 10 липня 1925     | |
| Eu | Росія                    | 7 травня 1935     | Acceded as the Soviet Union. On 27 січня 1992, Russia declared that it continued to apply the treaties concluded by the Soviet Union. |
| As | Саудівська Аравія        | 2 вересня 1925    | Acceded as the Королівство Хіджаз. |
| Eu | Сербія                   | 5 вересня 2022    | Yugoslavia acceded to the treaty on 6 July 1925. On 5 September 2022, Serbia declared to continue the application of the treaty. |
| Eu | Словаччина               | 21 лютого 2017    | |
| Af | Південна Африка          | 29 грудня 1923    | Extension by the United Kingdom. |
| As | Південна Корея           | 11 вересня 2012   | |
| Eu | Іспанія                  | 12 листопада 1925 | |
| Eu | Швеція                   | 15 вересня 1924   | |
| Eu | Швейцарія                | 30 червня 1925    | |
| As | Туреччина                | 11 квітня 2024    | |
| Eu | Велика Британія          | 29 грудня 1923    | Extension to Australia, Canada, India, New Zealand and South Africa. Ireland also applied the treaty since its ratification by the United Kingdom. |
| Am | США                      | 2 квітня 1924     | |
| Am | Венесуела                | 8 лютого 1928     | |

Yugoslavia also acceded to the treaty on  1912, but, as of 2018, none of its successor states have declared to continue application of the treaty.